# 纳粹疯淫史
《纳粹疯淫史》（英語：Salon Kitty）是一部1976年的情色战争劇情片，由丁度·巴拉斯執導。該片由意大利、法國和西德聯合製作，根據彼得·諾爾登的同名小說改編，講述了姬蒂沙龙行动中的真實事件，黨衛隊保安處接管了柏林一家昂貴的妓院，對妓院進行了竊聽，並把所有的妓女都换成了訓練有素的間諜，以收集有關纳粹党党員和外國政要的信息。
本片被認為是納粹剝削流派的鼻祖之一。

## 剧情
瓦伦贝格（漢密·保加饰）是一个雄心勃勃的纳粹党卫军指挥官，二战前夕，他设计了一个计划，选择了一群特殊的女间谍，将她们伪装成妓女，并安排她们进入一家高级妓院，搜集经常光顾该场所的纳粹党内重要成员和外交官的情报。所选的这群党卫军辅助人员将与党卫军男兵进行集体测试，以评估她们的适用性。然后，老鸨姬蒂（英丽德·图林饰）被迫将自己的妓女驱逐出去，同时妓院里安装了窃听器和其他设备，新的妓女开始对她们显赫的客户进行监视。然而，其中一位名叫玛格丽塔（泰瑞莎·安·薩伏伊饰）的女间谍发现这一监视项目导致了她的情人、空军飞行员汉斯·赖特尔（貝金·費默饰）被处决，她请求姬蒂帮助她推翻瓦伦贝格。玛格丽塔通过一段录音报复了瓦伦贝格，在录音中他告诉她，他掌握了所有高层纳粹党员的黑料，并打算将他们全部诛杀。结果，瓦伦贝格因叛国罪被处决。